# Římskokatolická církev na Kubě

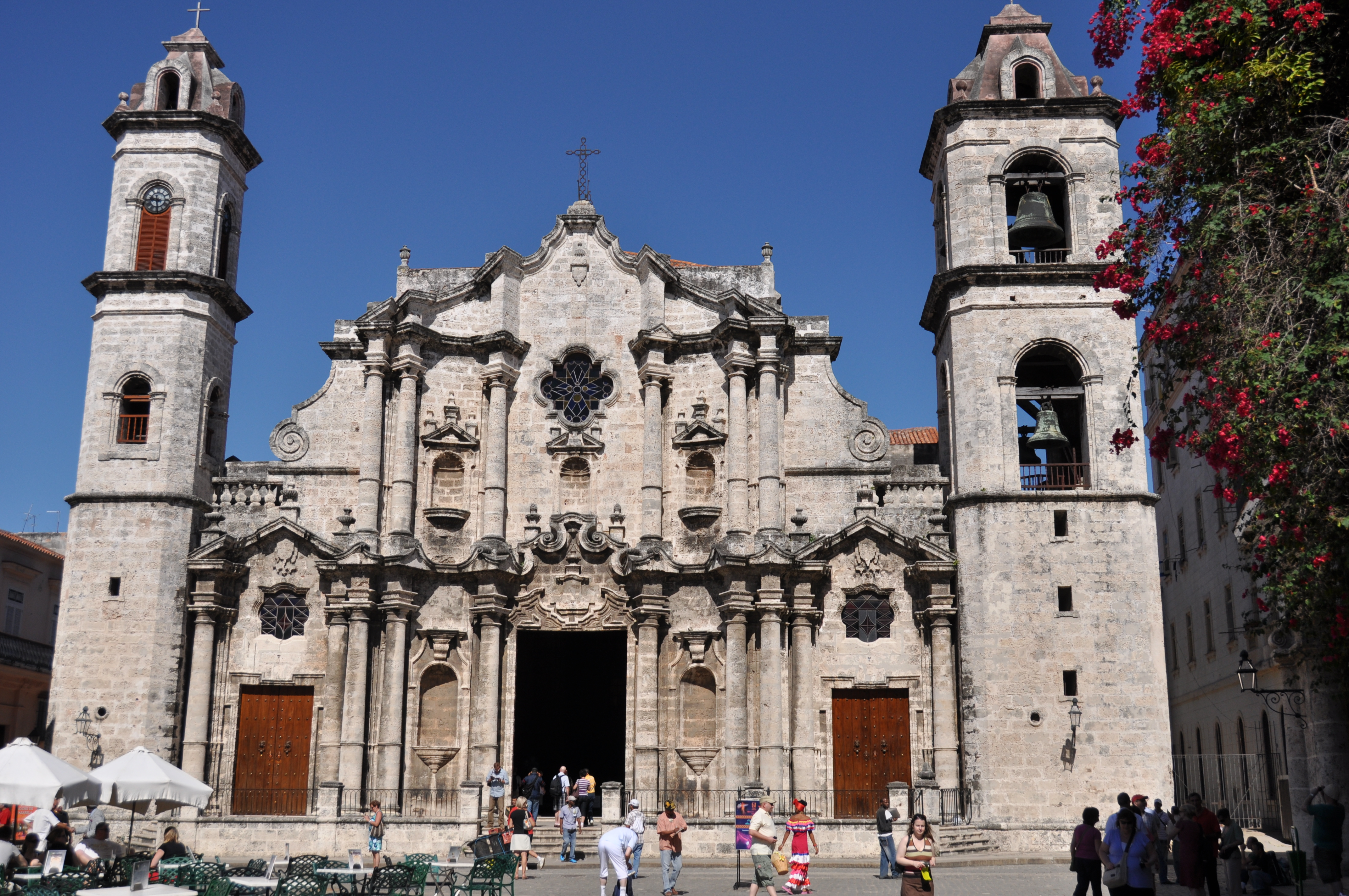
Katedrála sv. Kryštofa v Havaně

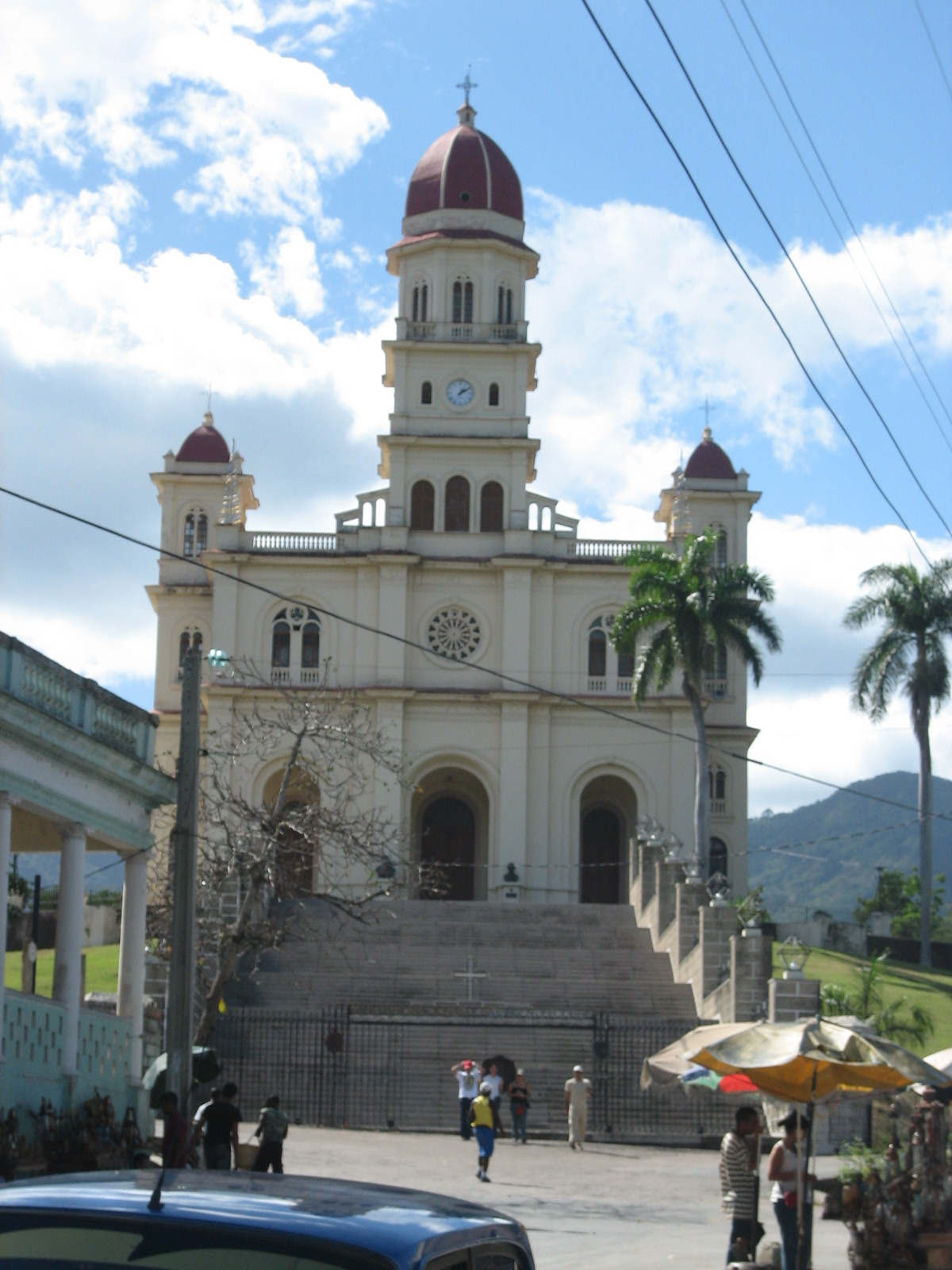
Bazilika Panny Marie Milosrdné v Cobre

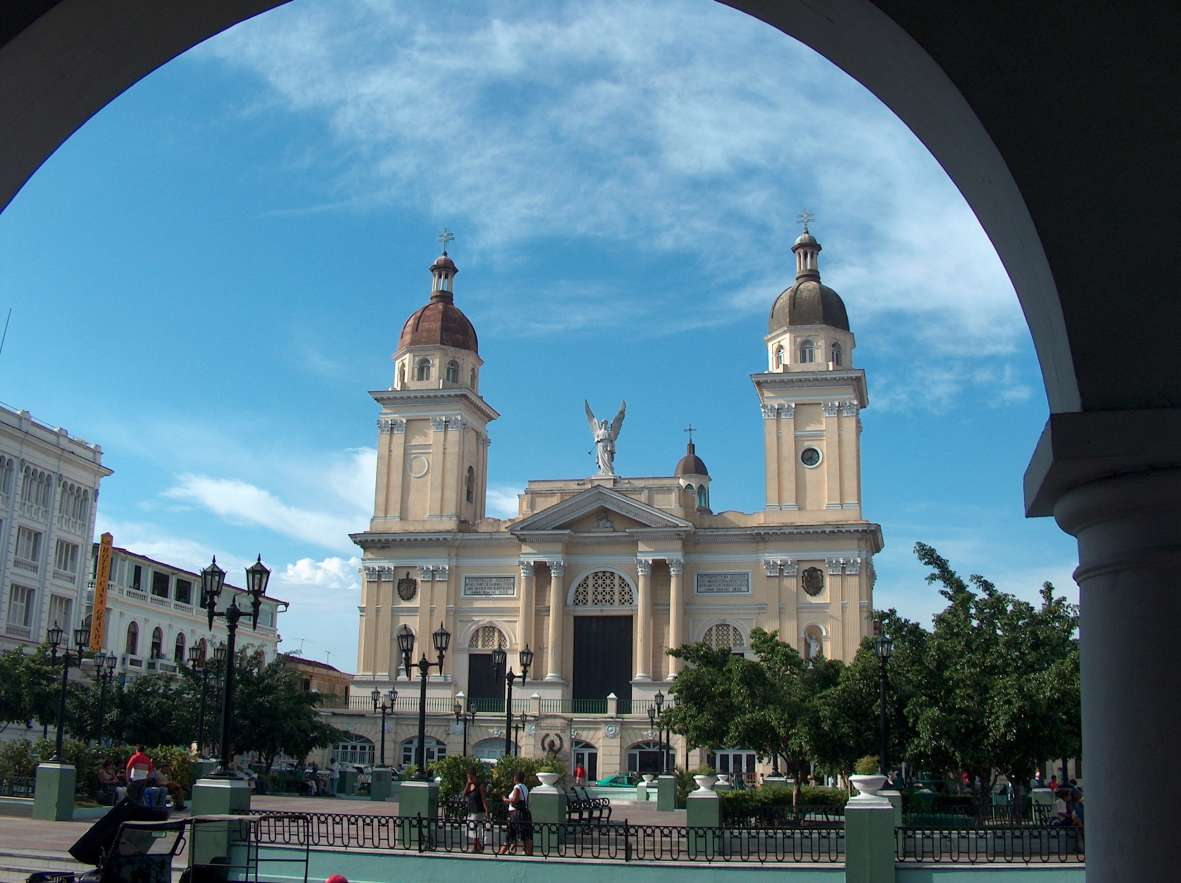
Katedrála v Santiagu de Cuba

Římskokatolická církev na Kubě je největší organizovanou náboženskou skupinou v zemi. Přes určitý útlak ze strany Castrova režimu (zejména v letech 1959 až 1980) se k ní v současnosti hlásí většina kubánských věřících.

## Historie
Od doby španělské kolonizace v 16. století byla Kuba silně katolickou zemí. Římskokatolická církev měla silnou pozici až do roku 1959, kdy Fidel Castro převzal moc ve státě a začal uplatňovat protináboženská opatření. Zatímco v roce 1959 tvořili římští katolíci přibližně 70 % obyvatelstva a v zemi bylo asi 700 kněží, během několika následujících let opustila zemi velká část duchovenstva, zejména pak cizího původu (tři čtvrtiny kněží tvořili Španělé) a do roku 1979 poklesl počet římskokatolických věřících na polovinu. Kuba se v roce 1962 oficiálně stala ateistickým státem, přesto však nikdy nebyly přerušeny diplomatické styky s Vatikánem, navázané v roce 1935. Věřícím byl zakazován vstup do komunistické strany a v letech 1969 až 1998 bylo zakázáno slavení Vánoc.
V roce 1980 sice došlo ke zlepšení vztahů mezi Vatikánem a kubánskou vládou, avšak přesto bylo ještě v roce 1988 na Kubě jen asi 200 kněží. Roku 1986 se uskutečnilo celostátní setkání kubánských katolíků. K významnému uvolnění došlo v 90. letech 20. století poté, co 19. listopadu 1996 přijal papež Jan Pavel II. kubánského vůdce Fidela Castra a následně Jan Pavel II. uskutečnil v lednu 1998 pastorační návštěvu Kuby; papežem sloužené mše na náměstí Revoluce v Havaně se zúčastnilo asi milión Kubánců. V březnu 2012 Kubu navštívil nástupce Jana Pavla II. Benedikt XVI.

## Současnost
Římskokatolická církev provozuje na Kubě několik škol, charitních domovů a nemocnic, jakož i kněžský seminář v Havaně. V současnosti se k ní hlásí asi polovina obyvatel, většina však pouze formálně, přičemž nedělních mší se účastní pouze asi 150 tisíc lidí. Patronkou Kuby je Panna Maria Milosrdná z Cobre (Vírgen de la Caridad del Cobre), jejíž soška se nachází v nejvýznamnějším kubánském poutním místě El Cobre v horách nedaleko Santiaga de Cuba.

## Struktura
Území Kuby je rozděleno na tři církevní provincie se třemi metropolitními arcidiecézemi a osmi sufragánními diecézemi:
- arcidiecéze Santiago de Cuba (založená v roce 1518, arcidiecézí od roku 1803) se sufragánními diecézemi:
  - diecéze Holguín (založená v roce 1979)
  - diecéze Santisimo Salvador de Bayamo y Manzanillo (založená v roce 1995, sídlem je Bayamo)
  - diecéze Guantánamo-Baracoa (založená v roce 1998, sídlem je Guantánamo)

- arcidiecéze San Cristobal de la Habana (založená v roce 1787, arcidiecézí od roku 1925, sídlem je Havana) se sufragánními diecézemi:
  - diecéze Pinar del Rio (založená v roce 1903)
  - diecéze Matanzas (založená v roce 1912)

- arcidiecéze Camagüey (založená v roce 1912, arcidiecézí od roku 1998) se sufragánními diecézemi:
  - diecéze Cienfuegos (založená v roce 1903)
  - diecéze Santa Clara (založená v roce 1995)
  - diecéze Ciego de Avila (založená v roce 1996)

Kubánským primasem je arcibiskup v Santiagu de Cuba.